# Heha
Heha är en bergstopp i Burundi.   Den ligger i provinsen Bujumbura Rural, i den västra delen av landet, 29 kilometer sydost om huvudstaden Bujumbura. Toppen på Heha är 2 670 meter över havet, eller 279 meter över den omgivande terrängen. Bredden vid basen är 4,5 km.
Terrängen runt Heha är huvudsakligen kuperad. Runt Heha är det ganska tätbefolkat, med 172 invånare per kvadratkilometer. Närmaste större samhälle är Manga, 11,0 kilometer norr om Heha.
Omgivningarna runt Heha är en mosaik av jordbruksmark och naturlig växtlighet.